# Goa (Köln)
Als Goa (Gaststätte ohne Alkohol) wurden stationäre und mobile Gaststätten und Erfrischungswagen in Köln bezeichnet, die in den späten 1920er Jahren bis Anfang der 1930er Jahre vom Kölner Frauenverein für alkoholfreie Gast- und Erholungsstätten eingerichtet und betrieben wurden. Der Verein unterhielt Fahrzeuge, in denen ausschließlich alkoholfreie Getränke und gesunde Speisen sehr kostengünstig angeboten wurden. Der Verein richtete Kantinen und sogenannte Erfrischungsräume in öffentlichen Gebäuden, wie der Universität zu Köln, in Gerichts- und Polizeigebäuden ein.

## Hintergrund und Geschichte
Seit Anfang des 20. Jahrhunderts gab es in Deutschland eine aktive Frauenbewegung, die sich zum Ziel gesetzt hat, die Folgen des zunehmenden Alkoholkonsums zu bekämpfen. Auch in Köln gründete sich ein Ortsverein des Bundes Deutscher abstinenter Frauen. In den ersten zwei Jahrzehnten des 20. Jahrhunderts stieg der Pro-Kopf-Verbrauch von reinem Alkohol weiter stark an. Die Gründe dafür waren vielfältig: Neben einer etablierten Trinktradition in Männerrunden spielte auch die zunehmende Verelendung der unteren Bevölkerungsschichten, der (Aber-)Glaube an die Heilkraft des Alkohols, schlechte Trinkwasserqualität in den Großstädten und der Zwang zum Alkoholausschank in Wirtschaften eine Rolle. Der übermäßige Alkoholkonsum war auch häufig die Ursache für häusliche Gewalt und führte zu einer weiteren Verarmung von Arbeiterfamilien. Für Frauen war es generell schwierig, in der Öffentlichkeit allein – ohne den allgemeinen Trinkzwang – essen zu gehen. Erste Versuche mit der Einrichtung alkoholfreier Gaststätten gab es in Köln bereits vor dem Ersten Weltkrieg. Für berufstätige Frauen richteten verschiedene Frauenvereine und der Kölner Hausfrauenbund Mitte der 1920er Jahre Essensstuben, unter anderem Am Hof 36, in der Albertusstraße 29 und in der Mittelstraße 11 ohne Trink- und Trinkgeldzwang ein.

## Gründung der Goa

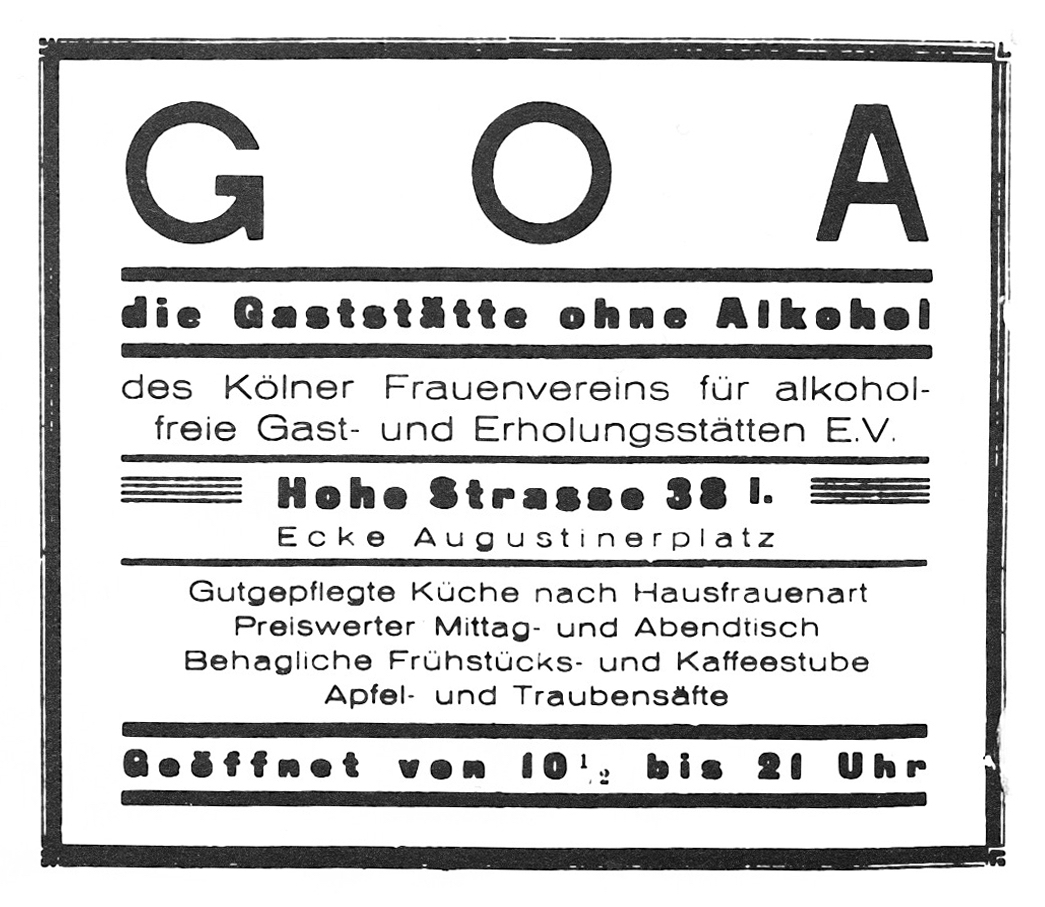
Goa-Anzeige, 1929

Der von Else Falk und Grete Oevel in Köln mitgegründete Kölner Frauenverein für alkoholfreie Gast- und Erholungsstätten propagierte, basierend auf den Erkenntnissen der Abstinenzbewegung, die Etablierung einer alkoholfreien Geselligkeit. Im Sommer 1927 setzte der Verein zunächst einen mobilen Verkaufswagen ein, um alkoholfreie Getränke, wie eisgekühlte Frischmilch, Obstsäfte und Mineralwasser preisgünstig in der Stadt und im Blücherpark, im Stadtwald und im Grüngürtel anzubieten. Im folgenden Jahr wurde ein weiteres Fahrzeug in Betrieb genommen, das am Gerichtsgebäude am Reichenspergerplatz stationiert wurde.
Auf der internationalen Messe Pressa mit 5 Millionen Besuchern unterhielt die Fraueninitiative mit großem Erfolg die alkoholfreie Gastwirtschaft und Konditorei Im grünen Winkel mit 200 Sitzplätzen und einem mobilen Erfrischungswagen. Durch den kommerziellen Erfolg ermutigt, wurde vom Kölner Frauenverein für alkoholfreie Gast- und Erholungsstätten im Dezember 1928 in der Hohen Straße 38 die Gaststätte Goa I ('Erste Gaststätte ohne Alkohol') eröffnet. Die Gaststätte wurde ständig erweitert, da sie neben der Speisegaststätte auch als Versammlungs- und Veranstaltungsort – insbesondere von Frauenvereinen – genutzt wurde. Im Jahr 1931 gab es im Haus neben dem Speisesaal verschiedene Klubzimmer, Veranstaltungsräume und Ruheräume. Der Verein bot besonders Frauen in den Räumlichkeiten die Möglichkeit, sich in der Mittagspause zu erholen. Sogenannte Saaltöchter reichten neben Milchgetränken, Obstsäften und Kaffee auch vegetarische und leichte Kost zu annehmbaren Preisen.
Zwei Jahre nach Eröffnung des ersten Restaurants bewirtschafteten die Frauen in Köln sechs weitere Einrichtungen. Zusätzlich zu den stationären Gaststätten erweiterte der Verein das Angebot und bot von einem Fahrzeug aus, der mobilen Goa-Küche, gesundes Essen auf Sportplätzen, Fabrikengeländen und Baustellen an. Sie belieferten auch Mensen und Sportgroßveranstaltungen mit Essen aus Thermosgefäßen. In der Rheinischen Musikschule richtete der Verein Erfrischungsräume und die erste Selbstbedienungsmensa in der alten Universität ein. Das günstige Essen wurde darüber hinaus auch in der Zweigstelle des Arbeitslosenhauses in der Buschgasse und im Obdachlosenasyl in der Silvanstraße 12, in der sogenannten Volksgaststätte, angeboten. Ein vollwertiges Mittagessen wurde für 50 Pfennige ausgegeben.
Im Jahr 1930 wurden auf diese Weise 400.000 Essensportionen ausgegeben, lediglich die Zweigstelle im Kölner Polizeipräsidium wurde aufgrund mangelnder Nachfrage geschlossen. Bei Großveranstaltungen und an den Wochenenden wurden die Erholungssuchenden von Frauen des Vereins aus der mobilen Goa-Küche mit gesunden, preiswerten Essen versorgt. Der unermüdliche Einsatz des Stadtverbandes der Kölner Frauenvereine für alkoholfreie Gaststätten zeigte Anfang der 1930er Jahre gesellschaftliche Erfolge. In den öffentlichen Winterstuben für Erwerbslose wurde in Köln seit 1931 kein Alkohol mehr ausgeschenkt.
Dieses in seiner Art im Rheinland einzigartige soziale Projekt wurde ausschließlich von bis zu 70 Frauen des Vereins betreut und kaufmännisch geleitet. Neben der Versorgung der arbeitenden Bevölkerung und der Studenten mit gesundem, preisgünstigem Essen wollte der Verein auch nachweisen, dass man einen wirtschaftlichen Erfolg auch ohne den Ausschank von Alkohol erzielen konnte. Am 28. Mai 1933 wurde der Stadtverband der Kölner Frauenvereine von den Nationalsozialisten aufgelöst.